# アツモリソウ属
アツモリソウ属 Cypripedium は、ラン科植物に含まれる分類群の一つ。温帯性で、大きな袋状の唇弁を持つ。

## 概説
アツモリソウ属は、ラン科アツモリソウ亜科に所属する。この亜科に所属する四属の内、唯一温帯域に分布を持ち、一部は高山帯やツンドラなど、極めて寒冷な気候の地域にも生育する。
花は大きな袋状の唇弁が特徴的で、アツモリソウはこの唇弁を平敦盛の母衣に見立てたものである。英名はLadys slippersなど、やはり唇弁の特徴にちなんだものとなっている。学名はCypros（ビーナスの島）とpedilon （サンダル）からなり、「ビーナスのスリッパ」の意で、やはり唇弁の形に基づく。
なお、このような特徴はアツモリソウ亜科に共通するが、この属のものは植物体の地上部が夏緑性であることや茎が立ち上がることなどで区別される。
日本産のものは園芸目的の採集圧のため絶滅が危惧されているものが多い。

## 特徴

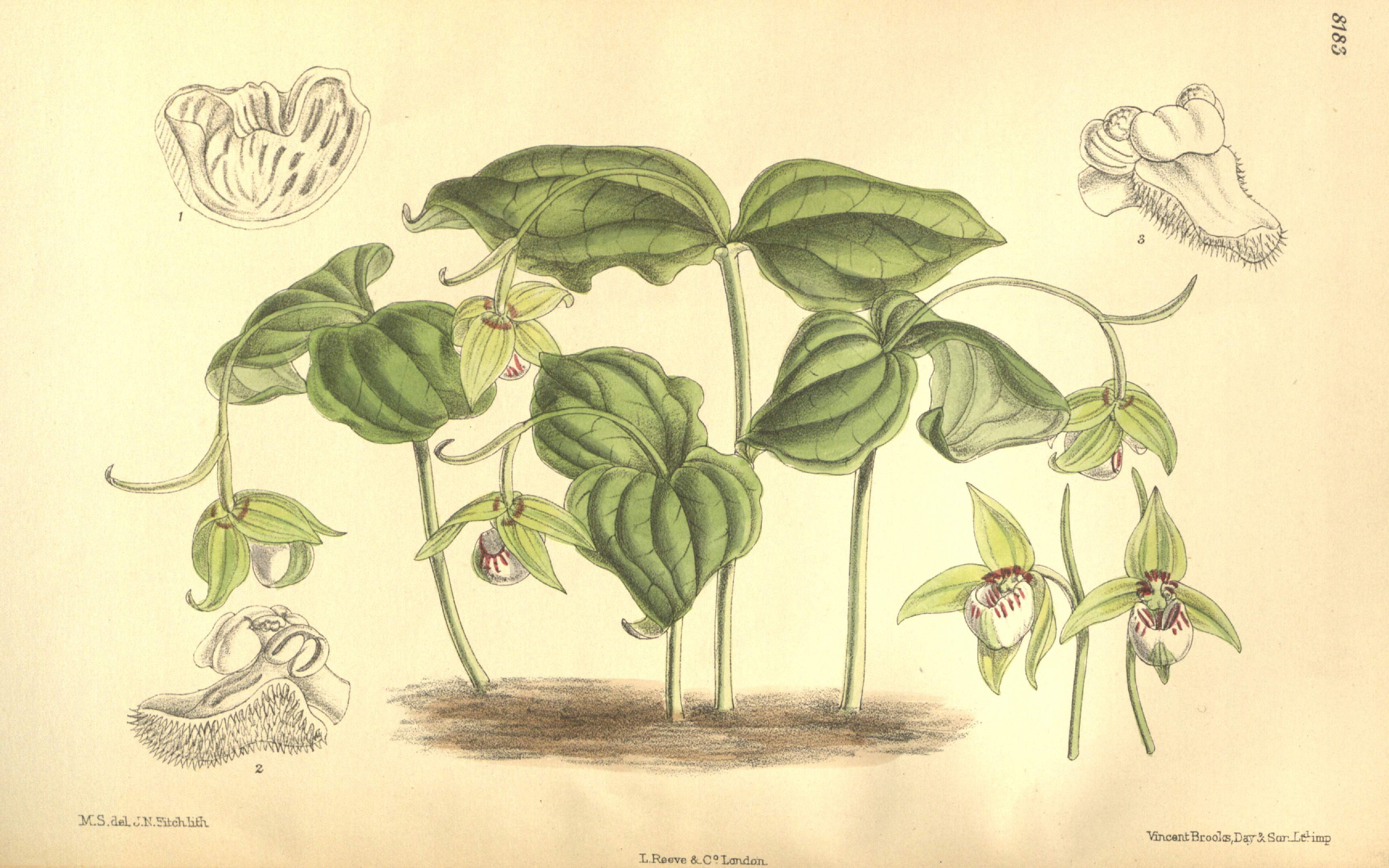
コアツモリソウの図

夏緑性で多年生の草本で地上性のラン。地中には多少とも横に這う根茎を持ち、地上に茎を立てる。茎には数枚の葉を持ち、種によっては二枚が発達して対生のように見える。葉は幅広く膜質で多くの脈があって膝折れになっている。たとえばクマガイソウは匍匐茎を長く伸ばし、間を置いて茎を立て、茎には楕円形の幅広い葉を対生状につける。アツモリソウは根茎はごく短く、互いに接するように茎を立て、茎には数枚の葉を互生する。
花は茎の先端から出る花茎に単独でつくか、あるいは数輪を総状につけるが、 多くは三輪程度である。日本産のものはすべて一花のみをつける。
花は植物体に比べると大きくて目立つ。外花被は大きく開くが、側萼片は往々にして左右が融合して唇弁の後ろにつく。内花被のうち、側花弁は左右に開くが、唇弁は大きく袋状となる。雄蘂と雌蘂は融合して髄柱を形成し、その先端には仮雄蘂があり、その下面に柱頭、基部の下面左右に雄蘂がある。花粉は粘液で塊を形成し、花粉塊を作らない。
花の構造はアツモリソウ亜科にほぼ共通するが、この属の特徴として、唇弁の縁が中央によって全体が袋状になることが挙げられる。ただしキバナノアツモリソウのように唇弁の縁が狭まらずバケツ状になった例があり、パフィオペディルム・ミクランサムやフラグミペディウム・シュリミーなど、他属にも袋状の唇弁を持つ例はある。

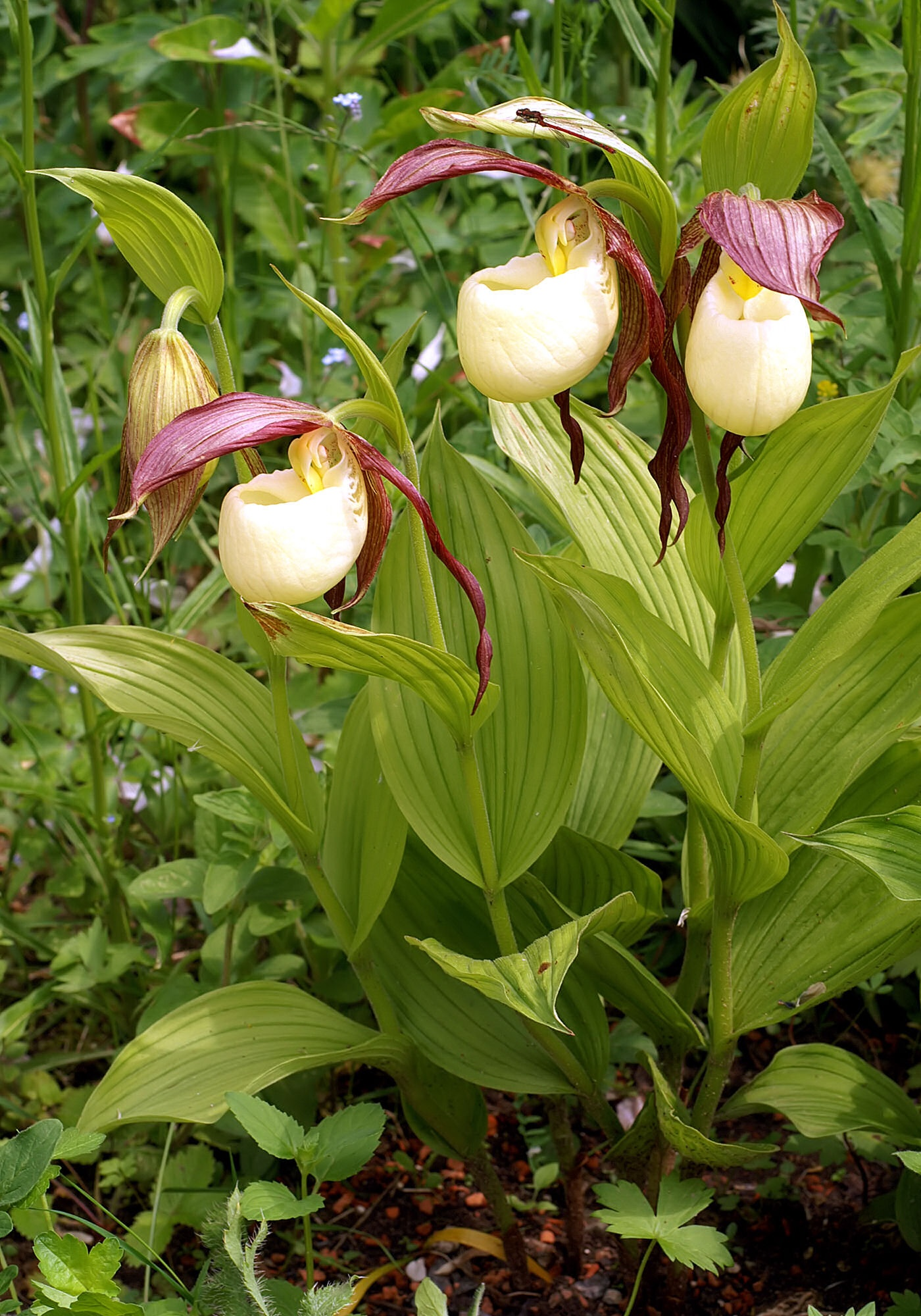
Cypripedium kentuckiense
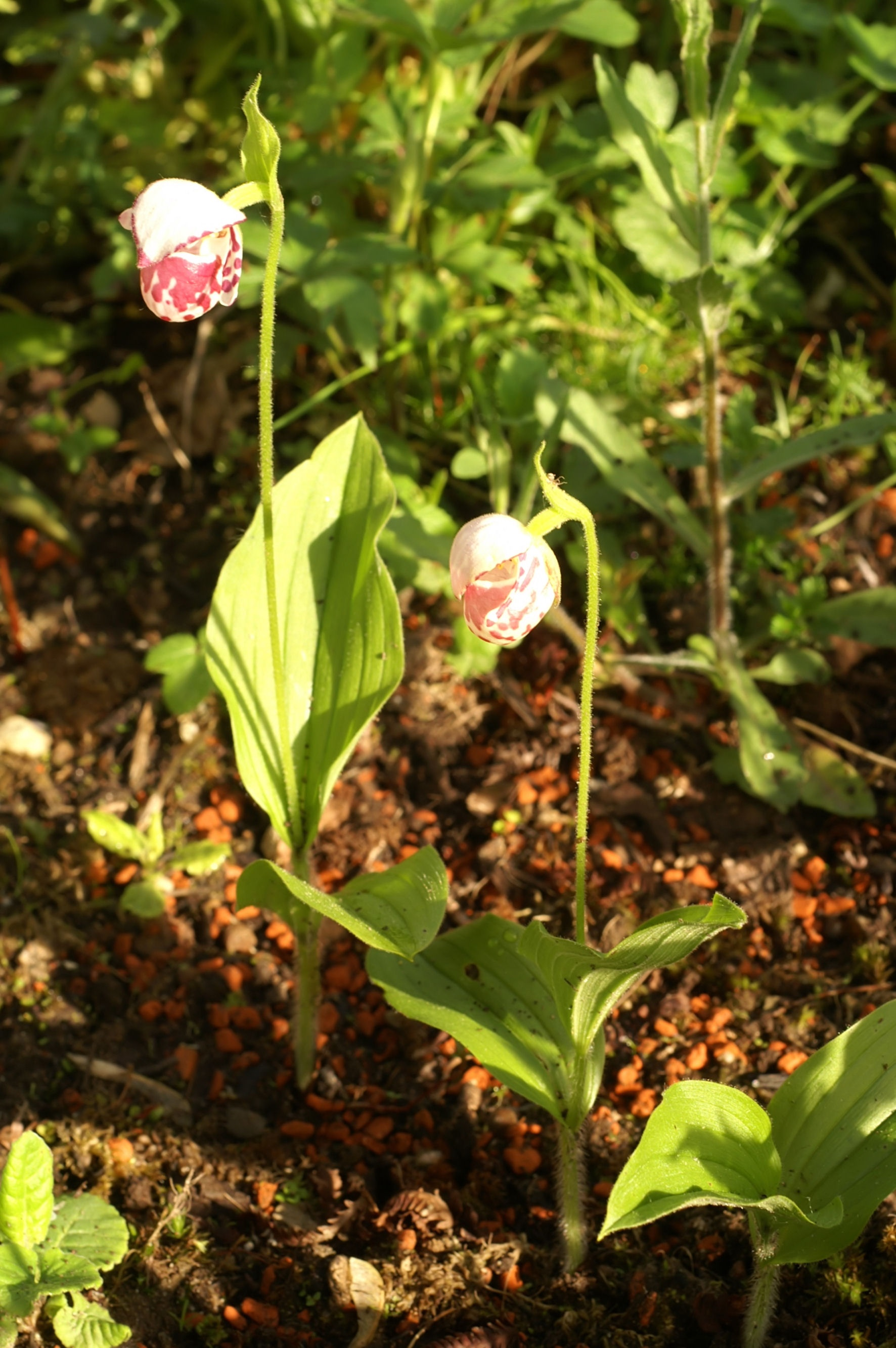
Cypripedium guttatum 2葉を対生状につける例
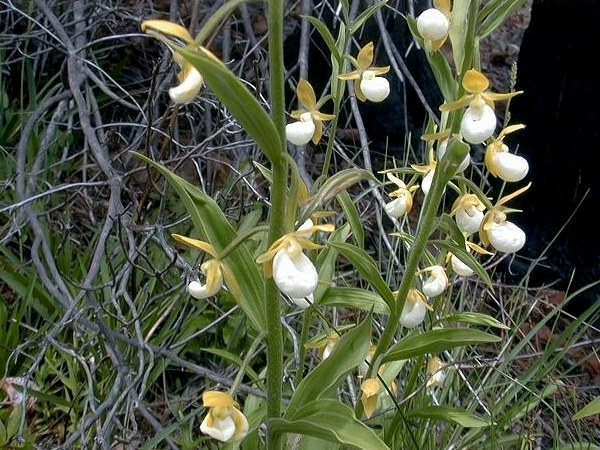
Cypripedium californicum 1茎に多花をつける種
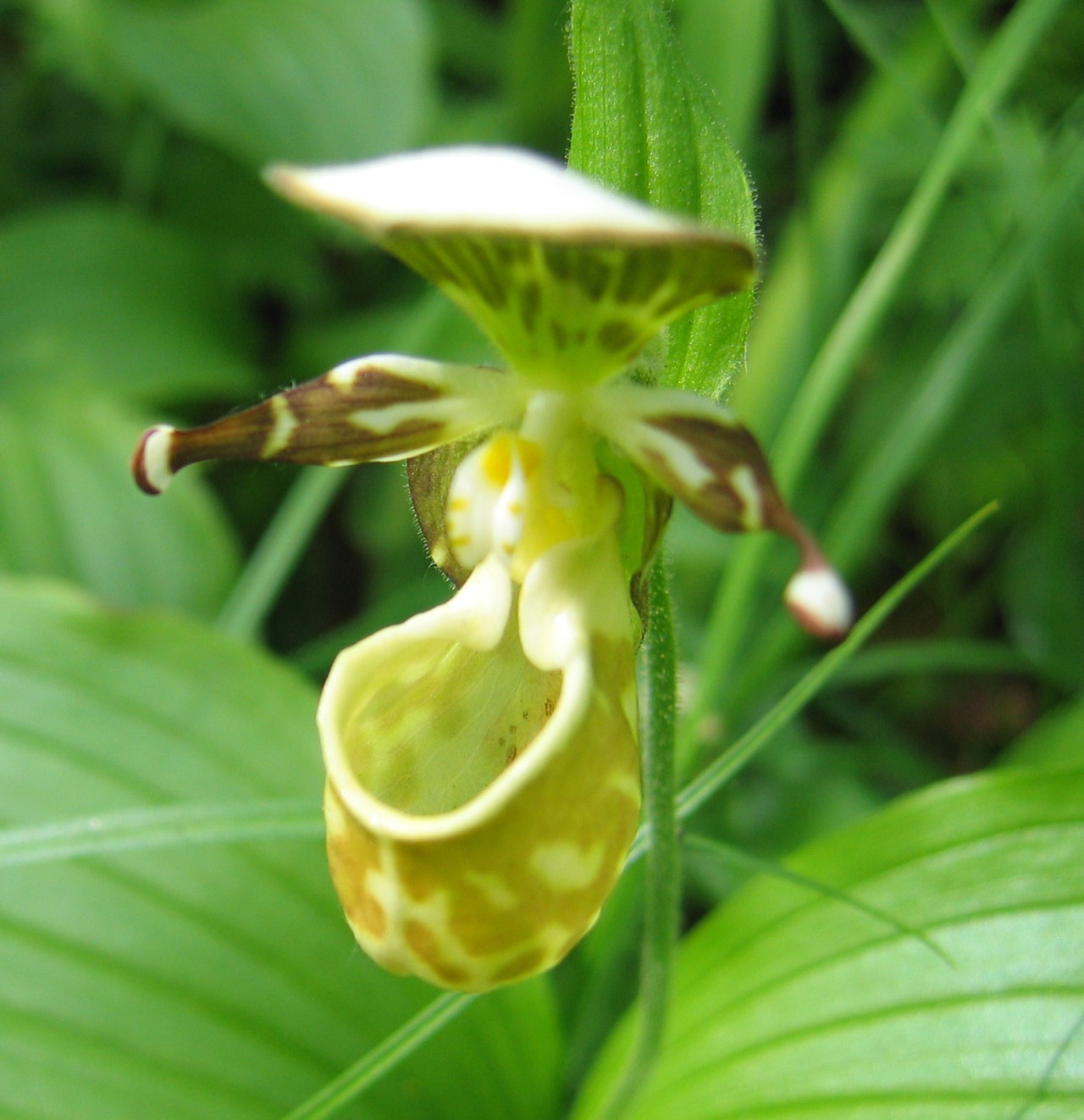
キバナノアツモリソウの花

それ以外にこの属を同亜科の他属と区別する特徴としては夏緑性であること（他属は常緑）、茎が伸びて地表から立ち上がること（セレニペディウムはさらに高くなるが、他2属はごく短い）、葉が薄くて縦走する脈が多く、新葉が出る際には何度も膝折になった状態で出ること（他属では二つ折り）等が挙げられる。

## 分布
ユーラシア一帯とメキシコ以北の北アメリカに分布する。寒冷な地域に多く、高緯度の地域では平地にも生育するが、より低緯度の地域では標高の高い場所に出現するものが多い。日本ではクマガイソウは例外的に九州にまで分布し、平地にまで生育地があったが、それ以外のものは、中部以北の山地帯や高山帯などに見られる。より南では、中国の四川省から雲南省の標高1500m以上の高地に多くの種を産する。この地域ではパフィオペディルム属と分布域が重なっている。

## 利用
日本産のものは、園芸上の観賞価値が高く評価されてきたが、そのために各地で採集され、そのほとんどは絶滅危惧種として取り上げられるまでになっている。

## 分類
約40種が知られる。
日本には以下のような種が知られる。
- C. calceolus カラフトアツモリソウ
- C. debile コアツモリソウ
- C. guttatum チョウセンキバナアツモリソウ
- C. japonicum クマガイソウ
  - var. glabrum ヒタチクマガイソウ
- C. macranthos ホテイアツモリソウ
  - var. flavum レブンアツモリソウ
  - var. speciosum アツモリソウ
- C. shanxiense ドウトウアツモリソウ
- C. yatabeanum キバナノアツモリソウ

それ以外に、以下のような種が知られる。
- C. acaule
- C. formosanum タイワンクマガイソウ
- C. henryii
- C. plectrochilum
- C. segawae タイワンキバナアツモリソウ